# Moto Guzzi Nevada 750-serie

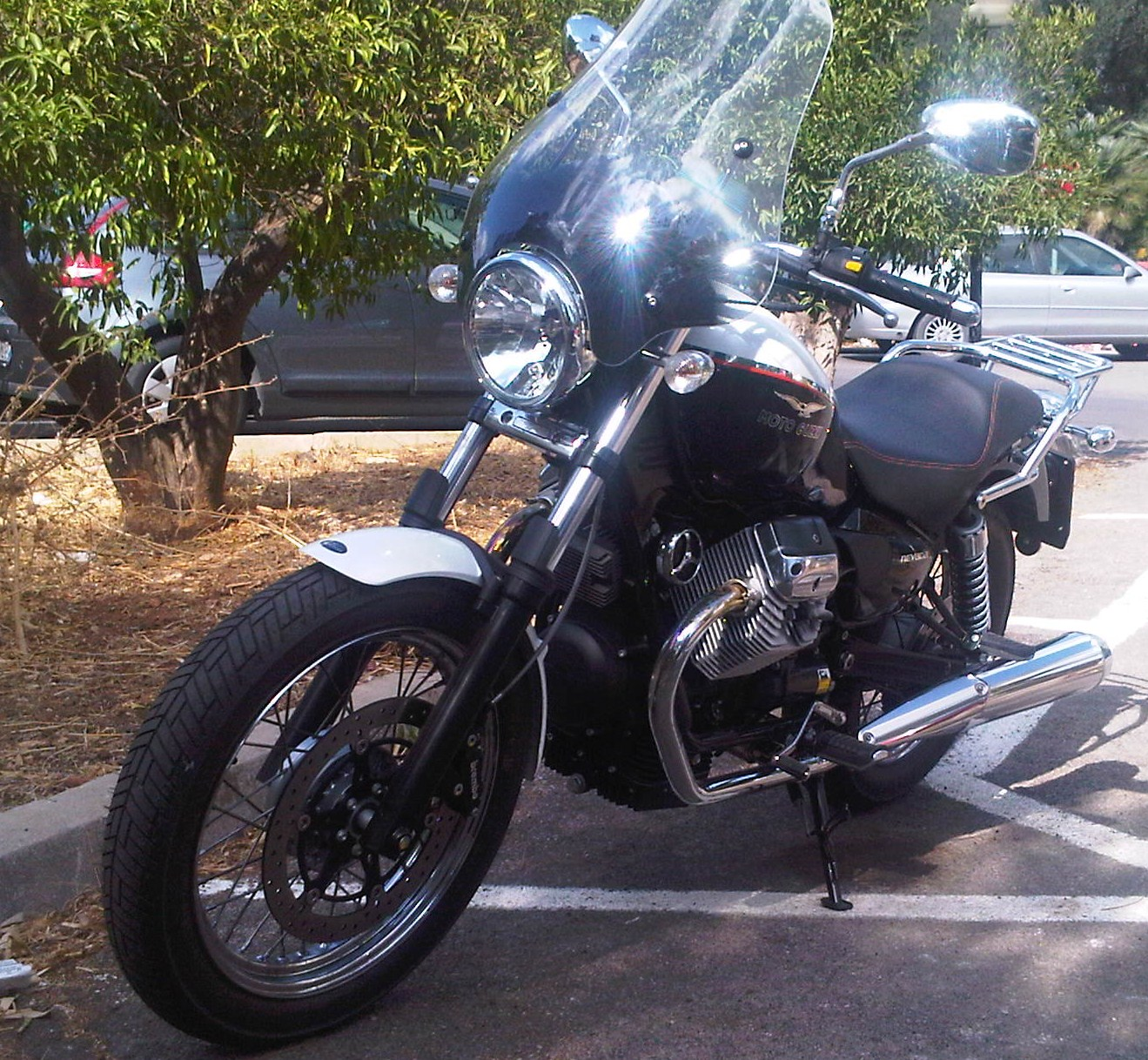
Moto Guzzi Nevada 750 Anniversario

De Moto Guzzi Nevada 750 was een custom model van Moto Guzzi, dat was gebaseerd op de Moto Guzzi V 75, maar langer werd geproduceerd dan de overige modellen uit deze serie.

## Voorgeschiedenis
Al in 1969 werd het eerste 750 cc model geïntroduceerd, de V7 Special. In 1977 had men echter met de V 50 en de V 35 nieuwe motorblokken met horizontaal gedeelde carters gebouwd. Deze waren in de loop der jaren gegroeid naar 650 cc (V 65) en 750 cc (V 75). Customs waren inmiddels zeer populair geworden, waardoor ook Moto Guzzi dergelijke modellen ging maken, zoals de V 35 C en V 50 C in 1982 en de V 35 Florida en V 65 Florida in 1986. In 1985 was de V 75 op de markt gekomen, maar pas in 1990 verscheen de customversie hiervan.

## Nevada 750
De Nevada 750 werd eind 1989 gepresenteerd en kwam in 1990 in productie. De machine had een licht gemodificeerde motor van de 750 SP en ook het frame was nauwelijks aangepast; alleen het balhoofd en het achterframe waren anders. Onder de tank zaten twee verchroomde tunnels waarin onder andere de claxons zaten. Het zadel was sterk verlaagd en er was slechts een klein zitplaatsje voor de duopassagier. Hoewel de machine prettige rij-eigenschappen had, waren er op de afwerking wel wat aanmerkingen te maken. De (optionele) leren tassen waren niet waterdicht en hingen tegen de uitlaatdempers, de gietijzeren remschijven roestten en de zijdeksels beschadigden omdat ze het chroomwerk onder de tank raakten.

### Motor
De motor was een langsgeplaatste 90° V-twin met twee kleppen per cilinder. Er waren "Heronzuigers" toegepast, waarbij een deel van de verbrandingsruimte in de zuigerbodem was uitgespaard. Het carter was horizontaal gedeeld. De kleppen werden bediend door stoterstangen en tuimelaars vanaf een enkele nokkenas die boven de krukas lag. De cilinderwanden waren bekleed met Nigusil, een patent van Moto Guzzi en een variant op Nikasil. Het luchtfilterhuis was een grote, langwerpige plastic kast die in de "V" van de cilinders onder de tank lag. De Nevada 750 had een Bosch elektronische ontsteking met een Motoplat regelunit. Op de voorkant van de krukas zat een wisselstroomdynamo.

### Aandrijflijn
De aandrijflijn was afgeleid van die van de V 65 Lario, met een enkele droge plaatkoppeling. Daarachter zat een vijfversnellingsbak. In de rechterarm van de swingarm zat de cardanas.

### Rijwielgedeelte
Net als bij de zware modellen had de Nevada 750 een dubbel wiegframe, maar aan de achterkant maakte het bovenframe een lus omlaag tot boven de versnellingsbak. De versnellingsbak zélf zorgde voor de verbinding met het onderframe, zodat het motorblok een dragend deel van het frame was geworden. De onderste framebuizen waren demontabel om het motorblok te kunnen in- en uitbouwen. Aan de voorkant zat een luchtondersteunde hydraulisch gedempte telescoopvork, de swingarm scharnierde in de versnellingsbak en werd afgeveerd door twee luchtondersteunde schokdempers met buitenliggende schroefveren van Öhlins. De veervoorspanning was in vijf standen verstelbaar. Aan de voorkant zaten twee remschijven, achter zat één schijf. Het integrale remsysteem was niet toegepast. Het voorwiel was een 18 inch exemplaar, het achterwiel mat 16 inch. De jiffy had een startbeveiliging.

## Nevada 750 NT
De letters "NT" van deze machine, die in 1994 werd gepresenteerd, stonden voor "Nuovo Tipo". Het nieuwe zat hem voornamelijk in cosmetische veranderingen. Zo waren de voorste knipperlichten lager geplaatst, de koplamp juist hoger en daardoor ontstond ruimte voor twee claxons onder de koplamp. De machine was nu in two-tone kleuren leverbaar en de ouderwetse adelaar stond weer op de tank. De luchtinlaten van het luchtfilter waren nu rond, evenals de spiegels. De accu was iets sterker en ook het vermogen van de motor was iets toegenomen.

## Nevada 750 Club
De Nevada 750 Club werd in 1999 gepresenteerd, maar kwam waarschijnlijk pas in 2000 op de markt. Deze had een nieuwe, hydraulisch gedempte 40 mm Marzocchi telescoopvork zonder luchtondersteuning. De claxons waren opnieuw verplaatst en zaten nu vóór de cilinders. Het schakelsysteem was aangepast en er kwamen nieuwe achterschokdempers, eveneens zonder luchtondersteuning. In het voorwiel zat nog slechts één schijfrem.

## Nevada 750 Classic i.e.
Moto Guzzi gebruikte al sinds 1988 injectiemotoren, en in 2004 werd ook de Nevada 750 ermee uitgerust. Daardoor kon ook een katalysator worden toegepast waarmee de motor voldeed aan de Euro II norm. Afgezien daarvan waren er meer wijzigingen aangebracht, zoals een nieuwe achterpartij, nieuwe wielen, een nieuw zadel en een nieuwe tank.

## Nevada 750 Touring
In 2007 verscheen deze luxe versie met een middenbok, een toerruit, een in de kleur van de motor gespoten kofferset en een rugsteuntje "(sissybar)" voor de duopassagier.

## Nevada 750 Aquila Nera
In 2010 verscheen een hele serie Aquila Nera (zwarte arend) motorfietsen die in matzart was uitgevoerd. Dit waren de Bellagio Aquila Nera, de California 1100 Aquila Nera en de Nevada 750 Aquila Nera. Alle modellen waren "kaal" uitgevoerd, met een minimum aan beugels, chroom en accessoires.

## Nevada 750 Anniversario
Ter gelegenheid van het 90-jarige bestaan van Moto Guzzi werden in 2011 weer twee speciale modellen uitgebracht: de California 90 Anniversario en de Nevada 750 Anniversario. De Nevada kreeg een nieuw, lager en sportiever duozadel. Ook werden weer two-tone kleuren gebruikt, hoewel het geheel vrij donker bleef. Het nieuwe stuur was vrij laag, waardoor de Nevada nog sportiever werd. Technisch waren er geen vernieuwingen.

## Nevada 750 Classic
In 2012 verscheen de Nevada 750 Classic. De sportieve, "stoere" lijnen van de Anniversario waren weer losgelaten; de Classic leek vooral op zijn voorganger, de Classic i.e. Nu waren er wel een aantal vernieuwingen, want in navolging van de V7 Classic-serie had hij een nieuw injectiesysteem met een enkel gasklephuis. Daarmee nam het vermogen met ongeveer 10% toe, maar het brandstofverbruik werd lager en de uitstoot minder. De cilinders waren klassiek (lees: ronder) vormgegeven en de kleppendeksels waren verchroomd. Het rijwielgedeelte bleef ongewijzigd.

## Technische gegevens
| Moto Guzzi Nevada    | 750                                          | 750 NT                                       | 750 Club                               | 750 Classic i.e.                               | 750 Touring                                    | 750 Aquila Nera                                | 750 Anniversario                               | 750 Classic                                |
| -------------------- | -------------------------------------------- | -------------------------------------------- | -------------------------------------- | ---------------------------------------------- | ---------------------------------------------- | ---------------------------------------------- | ---------------------------------------------- | ------------------------------------------ |
| Periode              | 1991-1993                                    | 1994-1999                                    | 2000-2003                              | 2004-2009                                      | 2007                                           | 2010-2011                                      | 2011-                                          | 2012-                                      |
| Categorie            | Custom                                       | Custom                                       | Custom                                 | Custom                                         | Custom                                         | Custom                                         | Custom                                         | Custom                                     |
| Motortype            | kopklepmotor                                 | kopklepmotor                                 | kopklepmotor                           | kopklepmotor                                   | kopklepmotor                                   | kopklepmotor                                   | kopklepmotor                                   | kopklepmotor                               |
| Bouwwijze            | Langsgeplaatste 90° V-twin                   | Langsgeplaatste 90° V-twin                   | Langsgeplaatste 90° V-twin             | Langsgeplaatste 90° V-twin                     | Langsgeplaatste 90° V-twin                     | Langsgeplaatste 90° V-twin                     | Langsgeplaatste 90° V-twin                     | Langsgeplaatste 90° V-twin                 |
| boring               | 80 mm                                        | 80 mm                                        | 80 mm                                  | 80 mm                                          | 80 mm                                          | 80 mm                                          | 80 mm                                          | 80 mm                                      |
| slag                 | 74 mm                                        | 74 mm                                        | 74 mm                                  | 74 mm                                          | 74 mm                                          | 74 mm                                          | 74 mm                                          | 74 mm                                      |
| Cilinderinhoud       | 744 cc                                       | 744 cc                                       | 744 cc                                 | 744 cc                                         | 744 cc                                         | 744 cc                                         | 744 cc                                         | 744 cc                                     |
| Brandstofvoorziening | 2 × Dell'Orto PHBH 30 carburateur            | 2 × Dell'Orto PHBH 30 carburateur            | 2 × Dell'Orto PHBH 30 carburateur      | Weber-Marelli injectie met 36 mm gasklephuizen | Weber-Marelli injectie met 36 mm gasklephuizen | Weber-Marelli injectie met 36 mm gasklephuizen | Weber-Marelli injectie met 36 mm gasklephuizen | Weber-Marelli injectie met één gasklephuis |
| Ontsteking           | Motoplat elektronisch                        | elektronisch                                 | elektronisch                           | elektronisch                                   | elektronisch                                   | elektronisch                                   | elektronisch                                   | elektronisch                               |
| Compressieverhouding | 9,7:1                                        | 9,6:1                                        | 9,6:1                                  | 9,6:1                                          | 9,6:1                                          | 9,6:1                                          | 9,6:1                                          | 10,2:1                                     |
| Max. vermogen        | 46 pk bij 6.600 tpm                          | 48 pk bij 6.200 tpm                          | 46 pk bij 6.200 tpm                    | 47,6 pk bij 6.800 tpm                          | 47,6 pk bij 6.800 tpm                          | 47,6 pk bij 6.800 tpm                          | 47,6 pk bij 6.800 tpm                          | 51 pk bij 6.200 tpm                        |
| Topsnelheid          | 160 km/h                                     | 165 km/h                                     | onbekend                               | onbekend                                       | onbekend                                       | onbekend                                       | onbekend                                       | onbekend                                   |
| Aandrijving          | cardanas                                     | cardanas                                     | cardanas                               | cardanas                                       | cardanas                                       | cardanas                                       | cardanas                                       | cardanas                                   |
| Koppeling            | enkelvoudige droge plaatkoppeling            | enkelvoudige droge plaatkoppeling            | enkelvoudige droge plaatkoppeling      | enkelvoudige droge plaatkoppeling              | enkelvoudige droge plaatkoppeling              | enkelvoudige droge plaatkoppeling              | enkelvoudige droge plaatkoppeling              | enkelvoudige droge plaatkoppeling          |
| Versnellingen        | vijf                                         | vijf                                         | vijf                                   | vijf                                           | vijf                                           | vijf                                           | vijf                                           | vijf                                       |
| Rijwielgedeelte      | dubbel wiegframe, buisframe                  | dubbel wiegframe, buisframe                  | dubbel wiegframe, buisframe            | dubbel wiegframe, buisframe                    | dubbel wiegframe, buisframe                    | dubbel wiegframe, buisframe                    | dubbel wiegframe, buisframe                    | dubbel wiegframe, buisframe                |
| Vering vóór          | luchtondersteunde telescoopvork              | luchtondersteunde telescoopvork              | Marzocchi telescoopvork                | Marzocchi telescoopvork                        | Marzocchi telescoopvork                        | Marzocchi telescoopvork                        | Marzocchi telescoopvork                        | Marzocchi telescoopvork                    |
| Vering achter        | swingarm met luchtondersteunde schokdempers  | swingarm met luchtondersteunde schokdempers  | swingarm met hydraulische schokdempers | swingarm met hydraulische schokdempers         | swingarm met hydraulische schokdempers         | swingarm met hydraulische schokdempers         | swingarm met hydraulische schokdempers         | swingarm met hydraulische schokdempers     |
| Banden               | vóór 100/90 × 18", achter 130/90 × 16"       | vóór 100/90 × 18", achter 130/90 × 16"       | vóór 100/90 × 18", achter 130/90 × 16" | vóór 100/90 × 18", achter 130/90 × 16"         | vóór 100/90 × 18", achter 130/90 × 16"         | vóór 100/90 × 18", achter 130/90 × 16"         | vóór 100/90 × 18", achter 130/90 × 16"         | vóór 100/90 × 18", achter 130/90 × 16"     |
| Rem(men)             | vóór twee schijfremmen, achter één schijfrem | vóór twee schijfremmen, achter één schijfrem | vóór en achter één schijfrem           | vóór en achter één schijfrem                   | vóór en achter één schijfrem                   | vóór en achter één schijfrem                   | vóór en achter één schijfrem                   | vóór en achter één schijfrem               |
| gewicht              | 177 kg droog                                 | 177 kg droog                                 | 182 kg droog                           | 184 kg droog                                   | onbekend                                       | 196 kg rijklaar                                | onbekend                                       | 184 rijklaar zonder benzine                |
| Tankinhoud           | 16,5 liter                                   | 16,5 liter                                   | 16 liter                               | 14 liter                                       | 14 liter                                       | 14 liter                                       | 14 liter                                       | 14 liter                                   |
| Voorganger           | geen                                         | 750                                          | 750 NT                                 | 750 Club                                       | geen                                           | 750 Classic i.e.                               | 750 Aquila Nera                                | 750 Anniversario                           |
| Opvolger             | 750 NT                                       | 750 Club                                     | 750 Classic i.e.                       | 750 Aquila Nera.                               | geen                                           | 750 Anniversario                               | 750 Classic                                    |                                            |